# یواس‌اس هالبرتون (اف‌اف‌جی-۴۰)
یواس‌اس هالبرتون (اف‌اف‌جی-۴۰) (به انگلیسی: USS Halyburton (FFG-40)) یک کشتی است که طول آن ۴۵۳ فوت (۱۳۸ متر), در کل می‌باشد. این کشتی در سال ۱۹۸۱ ساخته شد.